# Kubadabad

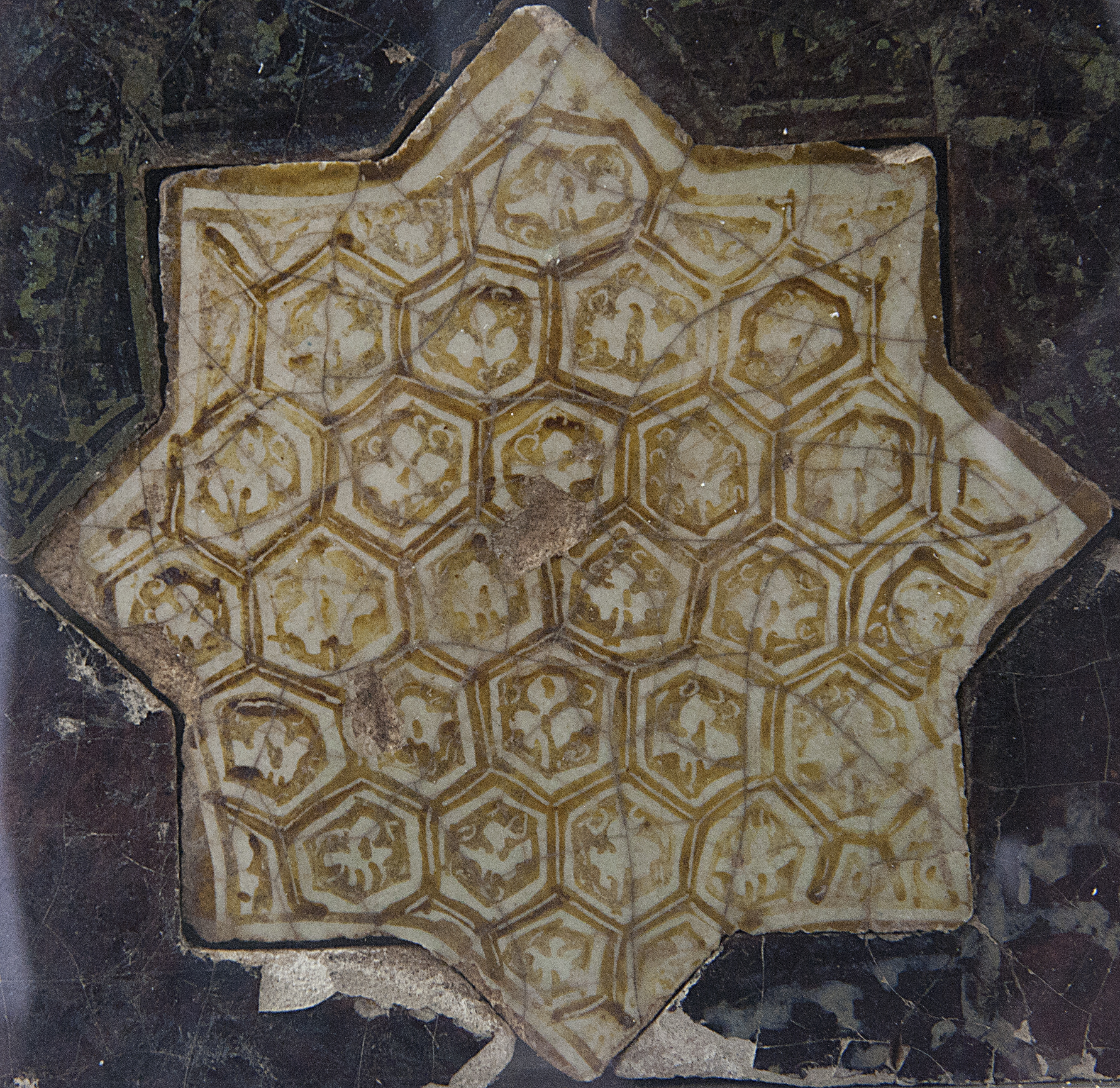
Ceràmica del Palau Kubadabad.

Kubadabad fou la residència del sultà seljúcida Ala al-Din Kaykubad I (1219-1237) a la riba occidental del llac Beyşehir, i prop de Beyşehir, a uns 100 km al sud-est de Konya. Les ruïnes foren identificades el 1949 per M. Zeki Oral i excavades el 1965-1966 per l'arqueòloga alemanya Katharina Otto-Dorn i l'arqueòlog turc Mehmet Önder i més recentment per un equip de la universitat d'Ankara dirigit per Rüçhan Arık.
S'hauria fundat el 1227, sent escollit per ser un lloc molt pintoresc i es va formar una vila i un palau sota direcció de l'arquitecte Sad al-Din Köpek. A les seves ruïnes s'identifiquen 15 edificis (amb dos palaus) i un possible terreny per animals. La construcció devia durar alguns anys doncs una inscripció en una mesquita esmenta l'any 1236 com el de la inauguració pel governador local Badr al-Din Sutash. El sultà Giyath al-Din Kaykhusraw II (1237-1246) també hi va residir almenys un temps i després Izz al-Din Kaykaus II en el seu segon regnat (1257-1261), però després de l'ocupació d'Anatòlia pels mongols el 1243 la seva importància va minvar.